# Zamach w Matsumoto
Zamach w Matsumoto (jap. 松本サリン事件 Matsumoto-sarin-jiken) – zamach terrorystyczny dokonany nocą 27 czerwca 1994 roku przez Takashiego Tomitsu, członka sekty Aum Shinrikyō przy użyciu sarinu  w Matsumoto w prefekturze Nagano. Osiem osób zginęło, a ponad 500 uległo zatruciu gazem sarin, który został uwolniony z przerobionej ciężarówki chłodniczej w obszarze dzielnicy mieszkalnej Kaichi Heights. Atak został przeprowadzony dziewięć miesięcy przed atakiem na tokijskie metro.

## Atak gazowy
Atak gazowy miał miejsce w cichej dzielnicy mieszkalnej w mieście Matsumoto w prefekturze Nagano. Celami Aum Shinrikyō były: atak na trzech sędziów, którzy nadzorowali proces sądowy przeciwko sekcie, dotyczący sporu w sprawie nieruchomości, przetestowanie skuteczności sarinu, który sekta produkowała w jednym ze swoich obiektów, jako broń masowego rażenia. Obywatele Matsumoto rozgniewali założyciela Aum Shinrikyō Shōkō Asaharę, energicznie sprzeciwiając się jego planowi utworzenia biura i fabryki na lądzie w południowej części Matsumoto. 
Przeciwnicy planu zebrali 140 000 podpisów pod petycją przeciwko Aum Shinrikyō, co stanowiło 70% ówczesnej ludności miasta.
Pierwotny plan sekty zakładał uwolnienie gazu w sądzie w Matsumoto. Jednak gdy członkowie sekty przybyli do miasta, sąd był zamknięty i plan uległ zmianie. Członkowie sekty postanowili zamiast sądu zaatakować trzypiętrowy budynek mieszkalny, w którym mieszkali sędziowie. O 22:40 czasu miejscowego członkowie Aum Shinrikyō wykorzystali przerobioną ciężarówkę z lodówką, aby uwolnić chmurę sarinu, która unosiła się w pobliżu domu sędziów. Przestrzeń ładunkowa ciężarówki zawierała urządzenie grzewcze, które zostało specjalnie zaprojektowane, aby zamienić 12 litrów płynnego sarinu w gaz, a wentylatory rozproszyły gaz w sąsiedztwie sędziów.
O godzinie 11:30 wieczorem, policja w Matsumoto otrzymała pilny raport od ratowników medycznych, że wiele ofiar zostało przetransportowanych do szpitala. Pacjenci cierpieli z powodu zaciemnionego wzroku (zwężenia źrenic), bólu oczu, bólów głowy, nudności, biegunki i drętwienia w rękach. Niektóre ofiary opisywały widzenie mgły o ostrym i irytującym zapachu. Łącznie leczono 274 osoby. Pięciu martwych mieszkańców odkryto w ich mieszkaniach, a dwóch zmarło w szpitalu natychmiast po przyjęciu. Ósma ofiara, Sumiko Kōno, pozostawała w śpiączce przez 14 lat i zmarła w 2008 roku.
W dzień po ataku znaleziono martwe ryby w stawie w pobliżu miejsca wydarzenia. W okolicy znaleziono ciała psów, ptaków i dużą liczbę gąsienic. Trawa i drzewa zwiędły, a liście drzew odbarwiły się. Prawie wszystkie ofiary zostały odkryte w promieniu 150 metrów od centrum, w pobliżu stawu. Ludzie przy otwartych oknach lub w klimatyzowanych pomieszczeniach byli narażeni na działanie gazu. Badania kryminalistyczne z wykorzystaniem chromatografii gazowej ze spektrometrią mas wykazały, że trucizną był neurotoksyczny sarin.
Ofiarami śmiertelnymi byli Yutaka Kobayashi, 23-letni pracownik najemny i Mii Yasumoto, 29-letni student szkoły medycznej.

## Śledztwo
Policja otrzymała anonimową wskazówkę sugerującą udział w atakach gazowych Aum Shinrikyō, ale sekta nie została oficjalnie oskarżona o incydent. Stało się to dopiero po późniejszym ataku na tokijskie metro. Jeden z wniosków brzmiał: „Matsumoto zdecydowanie było swego rodzaju eksperymentem. Wynik tego eksperymentu na otwartej przestrzeni: siedmiu zabitych, ponad dwustu rannych. Jeśli sarin zostanie uwolniony w zamkniętej przestrzeni, powiedzmy, w zatłoczonym metrze, to łatwo wyobrazić sobie ogromną katastrofę".
Po incydencie policja skoncentrowała swoje śledztwo na Yoshiyukim Kōno, którego żona była w śpiączce na skutek ataku gazem. Odkryto, że Kōno przechowywał dużą ilość pestycydów w swojej rezydencji. Mimo że sarin nie może być wytwarzany z pestycydów, Keiichi Tsuneishi, japoński historyk, twierdził, że środek nerwowy można syntetyzować z pestycydów fosforoorganicznych, a Kōno został nazwany przez niektórych w mediach „trucicilem gazowym” i otrzymywał listy pełne nienawiści, groźby śmierci i intensywną presję prawną. Po poznaniu prawdy każda duża japońska gazeta przeprosiła Kōno, także te, które nie nazwały go podejrzanym.
Po ataku na tokijskie metro w 1995 r. wina za atak spadła na sektę Aum Shinrikyō. Szef policji, w imieniu policji i mediów, publicznie przeprosił Kōno. Żona Kōno później obudziła się ze śpiączki, ale nie odzyskała mowy ani władzy nad ciałem; zmarła w 2008 roku.
Kilku członków Aum Shinrikyō zostało uznanych za winnych zmanipulowania obu incydentów. Łącznie wskutek ataku zginęło 21 osób a tysiące wymagały hospitalizacji i zabiegów ambulatoryjnych. Głównym motywem ataku w Matsumoto było zabicie sędziów zajmujących się sprawami oszustw dokonywanych przez Aum, wniesionymi przez właścicieli ziemskich w Matsumoto, aby zapobiec wydaniu przez sąd zaplanowanego wyroku.